# The Bedford Incident
The Bedford Incident (bra: O Caso Bedford) é um filme britano-americano da Guerra Fria de 1965 , dirigido por James B. Harris, estrelado por Richard Widmark e Sidney Poitier, e produzido por Harris e Widmark. O elenco também conta com Eric Portman, James MacArthur, Martin Balsam e Wally Cox, além das primeiras aparições de Donald Sutherland e Ed Bishop. James Poe adaptou o romance homônimo de Mark Rascovich de 1963, que foi emprestado do enredo de Moby Dick, de Herman Melville; a certa altura do filme, o capitão é avisado de que "não está perseguindo baleias agora".
Na época em que The Bedford Incident foi produzido, Harris era mais conhecido como o produtor de três filmes de Stanley Kubrick. Os dois se separaram quando Kubrick decidiu fazer Dr. Strangelove como uma comédia ácida satírica, em vez de um suspense dramático, mas Harris permaneceu focado no desenvolvimento de um filme sério de confronto nuclear, e The Bedford Incident foi lançado menos de dois anos depois de Dr. Strangelove.

## Elenco
- Richard Widmark como Capitão Eric Finlander
- Sidney Poitier como Ben Munceford
- James MacArthur como Ensign Ralston
- Martin Balsam como Tenente Comandante Chester Potter, MD
- Wally Cox como o marinheiro Merlin Queffle
- Eric Portman como Comodoro Wolfgang Schrepke, Bundesmarine
- Michael Kane como Comandante Allison, Oficial Executivo (Ponte)
- Gary Cockrell como Tenente Bascombe (C.I.C.)
- Phil Brown como chefe do hospital McKinley (enfermaria)
- Brian Davies como Tenente Beckman (Comunicações)
- Paul Carson como Marinheiro de 1ª classe Williams (Comunicações), que traduz a mensagem de Finlandês para Big Red para o russo
- Edward Bishop como Tenente Hacker (Comunicações)
- Colin Maitland como Marinheiro Jones (Ponte), que leva Potter à enfermaria
- Roy Stephens como Marinheiro 2ª Classe (C.I.C.), que substitui Queffle no sonar
- George Roubicek como Tenente Berger (C.I.C.)
- Donald Sutherland como Hospitalman Nerney (Enfermaria)

## Produção

### Escrita
A história reflecte vários incidentes reais da Guerra Fria entre as marinhas da NATO e do Pacto de Varsóvia, incluindo um em 1957, quando o USS Gudgeon, um submarino, foi capturado em águas soviéticas e perseguido para o mar por navios de guerra soviéticos. Embora nenhum destes incidentes da vida real tenha terminado de forma tão catastrófica como o incidente de Bedford, a história ilustrou muitos dos medos da época.
O roteiro de James Poe segue o romance de perto, mas Poe escreveu um final diferente. No romance, o submarino soviético não responde ao Bedford antes de ser destruído. O chocado finlandês recebe a notícia de sua promoção a almirante. O Comodoro Schrepke, percebendo que o incidente desencadeará a Terceira Guerra Mundial, sabota um dos ASROCs restantes e destrói a nave. Munceford, o único sobrevivente, é encontrado em Novosibirsk, a nave-mãe do submarino.

### Filmagem
Embora algumas cenas do filme tenham sido gravadas no mar, The Bedford Incident foi filmado principalmente no Shepperton Studios, no Reino Unido. O "USS Bedford" é um contratorpedeiro de mísseis guiados fictício, e o papel de Bedford foi desempenhado principalmente por um grande modelo de contratorpedeiro da classe Farragut. Cenas internas foram filmadas na fragata britânica Type 15 HMS  Troubridge; as novas janelas da ponte inclinadas para a frente do Troubridge podem ser vistas em algumas fotos, assim como o equipamento militar britânico, como um rack de rifles Lee-Enfield. O sobrevôo inicial de Poitier e Balsam e o pouso de um helicóptero Whirlwind foi filmado a bordo de outra fragata Tipo 15, HMS  Wakeful, cujo número da flâmula "F159" é claramente visível na cena. O navio que representa um navio da inteligência soviética tem o nome "Novo Sibursk", escrito no casco na proa em alfabeto latino (em vez do alfabeto cirílico da língua russa), embora "Novosibirsk" teria sido uma tradução mais precisa.

## Recepção
Bosley Crowther, do The New York Times, escreveu que "a coisa toda transcende a plausibilidade [...] por causa de seu exagero grosseiro de um episódio altamente improvável. [...] a culpa por esse erro climático deve ser atribuída a James Poe, que escreveu o roteiro de um romance de Mark Rascovich."

## Incidente real da Guerra Fria
Em outubro de 1962, no auge da Crise dos mísseis de Cuba, o submarino soviético B-59 foi perseguido no Oceano Atlântico pela Marinha dos EUA. Quando o navio soviético não conseguiu emergir, os destróieres começaram a lançar cargas de treinamento de profundidade. Ao contrário do The Bedford Incident, os americanos não sabiam que o B-59 estava armado com um torpedo nuclear T-5. Como o B-59 estava fora de contato com Moscou há vários dias e avançava muito fundo para monitorar as transmissões de rádio civis, o capitão soviético pensou que a Terceira Guerra Mundial poderia ter começado e queria lançar a arma, mas foi rejeitado pelo comandante da flotilha, Vasili Arkhipov, que estava usando o submarino como seu navio de comando. Após uma discussão, foi acordado que o submarino iria à superfície e aguardaria ordens de Moscou. Só depois da queda da União Soviética é que se tornou conhecida a existência do torpedo T-5 e o quão perto o mundo esteve de um conflito nuclear.